# Platysceptra avrucanaeli
Platysceptra avrucanaeli är en fjärilsart som beskrevs av Josif Capuse 1969. Platysceptra avrucanaeli ingår i släktet Platysceptra och familjen äkta malar.
Artens utbredningsområde är Guinea. Inga underarter finns listade i Catalogue of Life.